# Hip-Hip Hurra
Hip Hip Hurra (polaco: "Hip-Hip i Hurra") es una serie de dibujos animados producida por el estudio de animación Studio Miniatur Filmowych de Varsovia, con autoría de Elżbieta Wasik.  La trama se centra en las aventuras de dos detectives: un hipopótamo rosado llamado Hip-Hip y una comadreja púrpura llamada Hurra. En cada episodio resuelven un misterio que los lleva a aprender más sobre la naturaleza.

## Emisión
La serie fue emitida originalmente por el canal pago Kino Polska, mientras que un doblaje al español es emitido actualmente en Paka Paka, el canal infantil del Ministerio de Educación de la República Argentina.